# Рожков, Геннадий Федосеевич
Генна́дий Федосе́евич Рожко́в (27 марта 1932, Алма-Ата — 11 февраля 2015, там же) — советский казахстанский боксёр, тренер по боксу. Выступал за сборную СССР в полусредней весовой категории в первой половине 1950-х годов, серебряный призёр чемпионата СССР, бронзовый призёр Всемирного фестиваля молодёжи и студентов в Бухаресте, семикратный чемпион Казахской ССР, мастер спорта СССР. Как тренер подготовил ряд титулованных боксёров в спортивном обществе «Динамо», алматинских ДЮСШ и РШВСМ, возглавлял сборную команду Казахской ССР. Заслуженный тренер Республики Казахстан. Преподаватель Казахского государственного университета.

## Биография
Родился 27 марта 1932 года в Алма-Ате Казахской ССР.
Активно заниматься боксом начал в возрасте пятнадцати лет в 1947 году, первое время проходил подготовку у Шохра Бультекулы в алматинском добровольном спортивном обществе «Спартак», позже был подопечным заслуженного тренера Казахской ССР Давлеткерея Муллаева в спортивном обществе «Динамо».
Как спортсмен наибольшего успеха добился в сезоне 1953 года, когда выступил на чемпионате СССР в Москве и в зачёте полусредней весовой категории завоевал награду серебряного достоинства, уступив в решающем финальном поединке москвичу Виктору Меднову. По итогам национального первенства вошёл в состав советской национальной сборной и в качестве запасного боксёра побывал на чемпионате Европы в Варшаве (был готов заменить здесь Виктора Меднова, но это не потребовалось). Принял участие в боксёрском турнире Всемирного фестиваля молодёжи и студентов в Бухаресте — был остановлен на стадии полуфиналов польским боксёром Лешеком Дрогошем, но затем выиграл поединок за третье место у представителя Чехословакии Франтишека Витовеца и получил бронзу.
Помимо этого, семь раз становился чемпионом Казахской ССР по боксу, четырежды побеждал на Спартакиадах республик Средней Азии и Казахстана. Первый казахстанский боксёр, выполнивший норматив мастера спорта СССР.
В 1954 году окончил Казахский государственный институт физической культуры и по завершении спортивной карьеры перешёл на тренерскую работу. Вплоть до 1960 года тренировал боксёров в своём алматинском совете спортивного общества «Динамо», затем в период 1968—1976 годов занимал должность старшего тренера в Детско-юношеской спортивной школе Министерства просвещения Казахской ССР. В 1980—1992 годах — тренер Республиканской школы высшего спортивного мастерства, тренер сборной команды Казахской ССР. Одновременно с тренерской деятельностью преподавал в Казахском государственном университете. После распада Советского Союза в период 1992—2000 годов работал тренером в команде ЦСКА Министерства обороны Республики Казахстан.
За долгие годы тренерской работы Рожков подготовил множество титулованных спортсменов, добившихся большого успеха на международной арене. Внёс значительный вклад в подготовку заслуженного мастера спорта Ермахана Ибраимова, чемпиона летних Олимпийских игр в Сиднее, бронзового призёра Олимпиады в Атланте, серебряного и бронзового призёра чемпионатов мира, двукратного чемпиона Азии, чемпиона Азиатских игр в Бангкоке. Тренировал таких известных казахстанских боксёров как Болат Темиров, Талгат Бердыбеков, Николай Кульпин. Среди его учеников девять докторов наук, два лауреата Государственной премии Казахстана.
За выдающиеся достижения на тренерском поприще удостоен почётного звания «Заслуженный тренер Республики Казахстан». Награждён нагрудными знаками «Отличник физической культуры и спорта» и «Отличник народного просвещения Казахской ССР», медалями «Ветеран спорта Республики Казахстан», «Ветеран труда», медалью Национального олимпийского комитета Казахстана.
Неоднократно принимал участие в соревнованиях по боксу в качестве судьи. С 1963 года — судья всесоюзной категории.
Умер 11 февраля 2015 года в возрасте 82 лет.